# Asura simplifascia
Asura simplifascia là một loài bướm đêm thuộc phân họ Arctiinae, họ Erebidae.